# Малі друзі

Заголовок дитячого журналу для українських біженців «Малі друзі»

«Ма́лі дру́зі» — підпільний ілюстрований журнал для дітей, який з'являвся в Авгсбурзі (1947—1948) заходами Об'єднання працівників дитячої літератури і Головної пластової старшини в американській зоні окупації Німеччини після Другої світової війни.
Раніш виходив як місячник для дітей у Львові (1937—38, 1942—44) — та в Кракові (1940—1944) як додаток до газети «Краківські вісті», випущений «Українським видавництвом», на теренах нацистської Генеральної губернії.
1948 року виходив під гаслом «Воля народам! Воля людині! За Українську Самостійну Соборну Державу!». Видавався у друкарні ОУН ім. В. Хомива «Бориса».